# Panelus sabahi
Panelus sabahi là một loài bọ cánh cứng trong họ Bọ hung (Scarabaeidae).